# BIG (hipermercado)

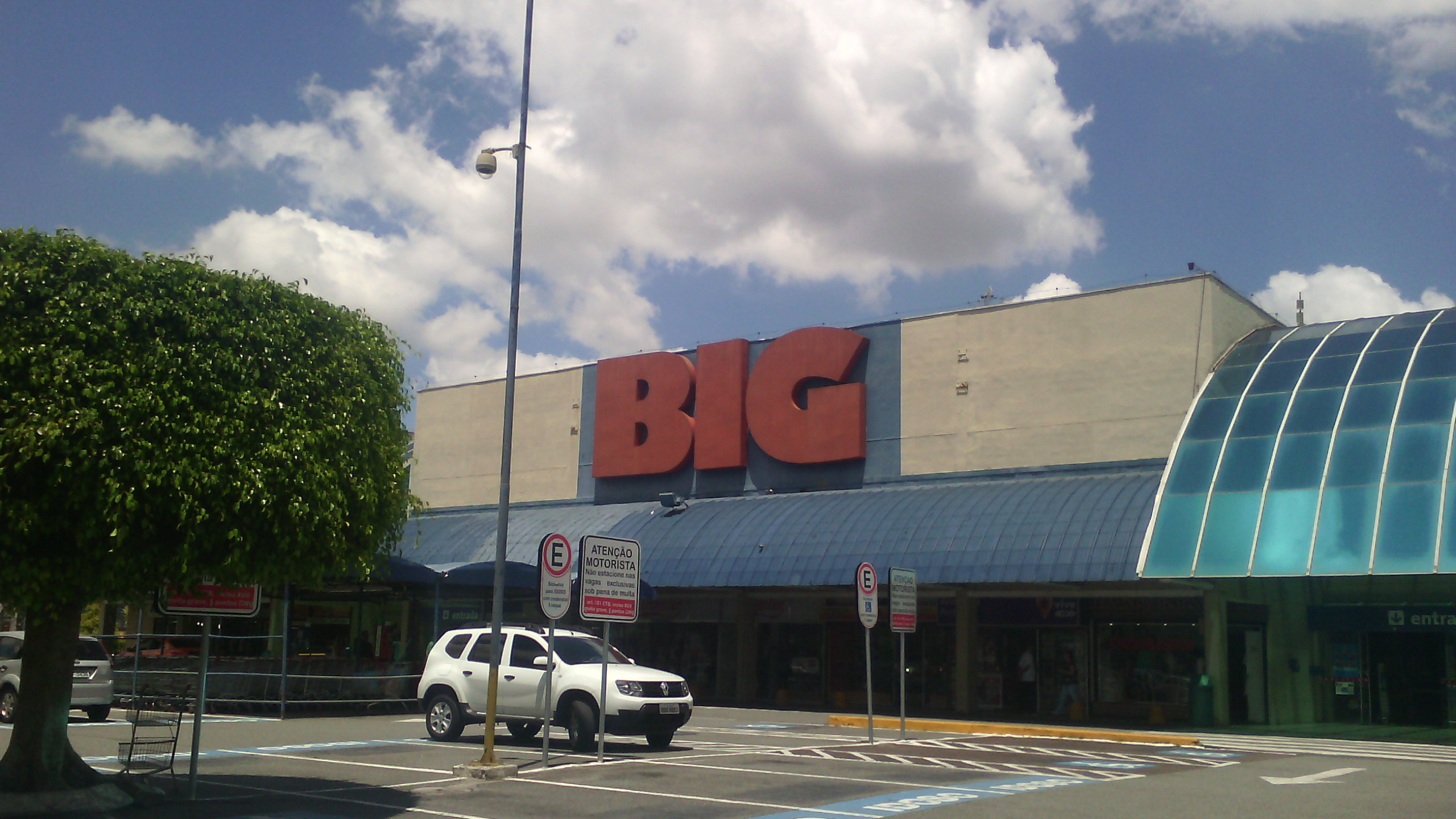
Hipermercado BIG Boa Vista, localizado na cidade de Curitiba, no Paraná, em 22 de fevereiro de 2018.

BIG foi uma marca de rede varejista de âmbito nacional no Brasil. Substituiu as redes Walmart e Hiper Bompreço no Brasil, no ano de 2019, após aquisição do Walmart Brasil pela Advent International.
Em 2022 passou a ser administrada pelo Grupo Carrefour Brasil, após este adquirir o Grupo BIG.

## História
A marca foi criada na década de 1990, quando o grupo português Sonae, com sua divisão Sonae Distribuição Brasil (SDB), adquiriu uma cadeia de lojas no Rio Grande do Sul de nome BigShop. No final de 2005, a Sonae vendeu seus dez hipermercados no Estado de São Paulo para o Carrefour. No mesmo período, todas as suas unidades no sul do Brasil foram adquiridas pelo grupo norte-americano Walmart, que manteve a marca.
Em 2018, a divisão brasileira da Walmart teve a maior parte de sua operação adquirida pelo fundo norte-americano Advent International e o novo controlador resolveu extinguir a marca Walmart no país.

### Bandeira BIG
O Walmart Brasil já tinha anunciado, em 2016, que iria converter suas bandeiras de hipermercados BIG e Hiper Bompreço para Walmart Supercenter. As primeiras lojas que passaram por esta mudança foram as unidades localizadas na cidade gaúcha de Novo Hamburgo, e em Curitiba no bairro Santa Felicidade.
Na época do anúncio, o Walmart Brasil ratificou que a mudança de todas as unidades BIG para Walmart Supercenter seria gradual e levaria cerca de três anos para ser completada. A conversão de seus hipermercados Big esteve em pleno andamento, até meados de 2018.

### Aquisição da Advent International
O projeto de reestruturação, então promovido pela divisão brasileira do Walmart, entrou em pausa após 80% de suas operações terem sido adquiridas pela Advent International. 
A partir de então, a marca Walmart deixou de existir, sendo gradualmente trocada pelas marcas regionais BIG (já existente, para atuar nos mercados do Sul e do Sudeste), BIG Bompreço (criada na junção do BIG e do Bompreço, para atuar nos mercados do Nordeste), Bompreço e outras. O nome corporativo Walmart foi substituído para Grupo BIG. As mudanças foram concluídas em 2021, quando as últimas lojas foram convertidas para as novas bandeiras. A justificativa dada para o encerramento do uso da marca Walmart foi o fato de a filial brasileira pagar aos americanos 0,7% das suas vendas em forma de royalties pela marca global.

### Aquisição pelo Carrefour
Em 24 de março de 2021 foi anunciada a aquisição das operações do Grupo BIG pelo Grupo Carrefour Brasil, no valor de R$ 7,5 bilhões de reais. As unidades Maxxi serão convertidas em Atacadão e as lojas Big, Big Bompreço e Super Bompreço em Sam's Club, Atacadão e Carrefour. 70% da transação será paga em dinheiro e 30% por meio da emissão de novas ações do Carrefour (CRFB3). O acordo de compra prevê adiantamento de R$ 900 milhões de reais ao Grupo BIG, além de participação de 67,7% do Grupo Carrefour, 7,2% da Península Participações e 5,6% da Advent e do Walmart juntos.
Em 6 de junho de 2022 a operação foi concluída, e o Carrefour passou a administrar o BIG, que será convertido em outras bandeiras do grupo.
Em 30 de junho de 2023, o Grupo Carrefour anunciou a conclusão da conversão de 129 lojas anteriomente pertencentes ao Grupo BIG seis meses antes do previsto. As conversões originaram 76 lojas Atacadão, 48 Hipermercados Carrefour e 5 Sam's Club. Com isso foram extintas totalmente as bandeiras Maxxi Atacado, Hipermercado BIG e Hipermercado BIG Bompreço, permancendo apenas as bandeiras Super Bompreço, Nacional e TodoDia.

## Atuação
O Hipermercado Big, anteriormente chamado de BigShop, concentrava as suas atividades nos três estados da região sul brasileira, possuindo grande força em centros como Porto Alegre, Florianópolis, Joinville e Curitiba, além de outras cidades interioranas principais.

### Big Eletroeletrônicos
A rede também possuía várias lojas com a bandeira Big Eletroeletrônicos, mas estas foram aos poucos sendo retiradas do mercado, restando apenas lojas no Estado de Santa Catarina. Ainda assim, dentro de todos os Hipermercados Big existia uma seção de eletroeletrônicos.